# Coscinodon yukonensis
Coscinodon yukonensis là một loài Rêu trong họ Grimmiaceae. Loài này được Hastings mô tả khoa học đầu tiên năm 1999.